# Chragligh József
Chragligh József, Chraglich, Chragligh, Kralić (Fiume, 1677. március 25. – Trieszt, 1733. március 28.) jezsuita rendi hitszónok.

## Élete
Szlovén származású volt. 1696-ban vették föl a rendbe Fiuméban. 1698 és 1702 között Bécsben tanult filozófiát, majd 1705-07-ben Nagyszombatban teológiát. 1702-05-ben a zágrábi jezsuita gimnáziumban tanított. Pécsen, Pozsegán és még több helyt működött mint szlovén hitszónok.

## Munkái
- Vindiciae illibati conceptus Mariani. Tyrnaviae, 1706.